# Уестлейк Вилидж (град, Калифорния)
Уестлейк Вилидж (на английски: Westlake Village) е град в окръг Лос Анджелис, щата Калифорния, САЩ. Уестлейк Вилидж е с население от 8368 жители (2000) и обща площ от 14,66 km². Намира се на 268 m надморска височина. ЗИП кодовете му са 91359, 91361-91363, а телефонният му код е 805/818.